# 가맹업

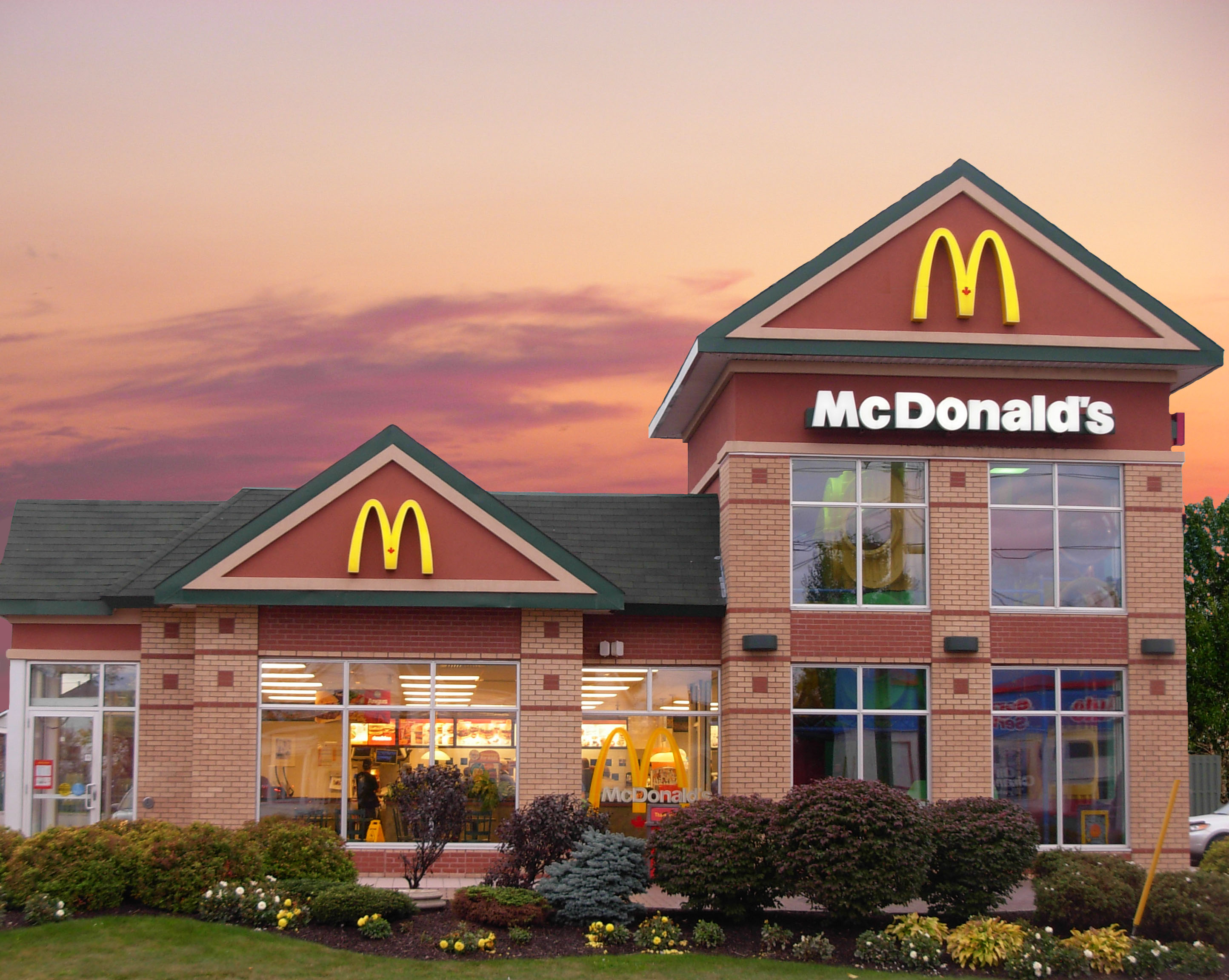
캐나다 뉴브런즈윅주 멍크턴 소재의 맥도날드 프랜차이즈

가맹업(加盟業)이란 자신의 상호·상표 등을 제공하는 것을 말하며 이를 영업으로 하는 자를 가맹업자라고 한다. 영어로 프랜차이징(franchising)이라고도 한다. 가맹업자로부터 그의 상호 등을 사용할 것을 허락받아 가맹업자가 지정하는 품질기준이나 영업방식에 따라 영업을 하는 자를 가맹상(加盟商), 혹은 프랜차이즈(franchise)라 한다.

## 가맹업자의 지원의무
가맹업자는 가맹상의 영업을 위하여 필요한 지원을 하여야 한다. 가맹업자는 다른 약정이 없으면 가맹상의 영업지역 내에서 동일 또는 유사한 업종의 영업을 하거나, 동일 또는 유사한 업종의 가맹계약을 체결할 수 없다.

## 가맹상의 의무
가맹상은 가맹업자의 영업에 관한 권리가 침해되지 아니하도록 하여야 한다. 가맹상은 계약이 종료한 후에도 가맹계약과 관련하여 알게 된 가맹업자의 영업상의 비밀을 준수하여야 한다.

### 가맹상의 영업양도
가맹상은 가맹업자의 동의를 받아 그 영업을 양도할 수 있다. 가맹업자는 특별한 사유가 없으면 제1항의 영업양도에 동의하여야 한다.

## 계약의 해지
가맹계약상 존속기간에 대한 약정의 유무와 관계 없이 부득이한 사정이 있으면 각 당사자는 상당한 기간을 정하여 예고한 후 가맹계약을 해지할 수 있다.

## 같이 보기
- 상행위